# NGC 109
NGC 109 é uma galáxia espiral barrada (SBa) localizada na direcção da constelação de Andromeda. Possui uma declinação de +21° 48' 28" e uma ascensão recta de 0 horas, 26 minutos e 14,6 segundos.
A galáxia NGC 109 foi descoberta em 8 de Outubro de 1861 por Heinrich Louis d'Arrest.